# HD 96707
HD 96707，又名BD+68 632，SAO 15414、HR 4330，是一颗恒星，视星等为6.06，位于銀經137.06，銀緯47.03，其B1900.0坐标为赤經11h 3m 19.4s，赤緯+67° 47.03′ 9″。